# Antonio da Trento
Antonio Fantuzzi da Trento (Trento, 1508 – Fontainebleau, 1550) è stato un incisore e pittore italiano vissuto nel XVI secolo.

## Biografia

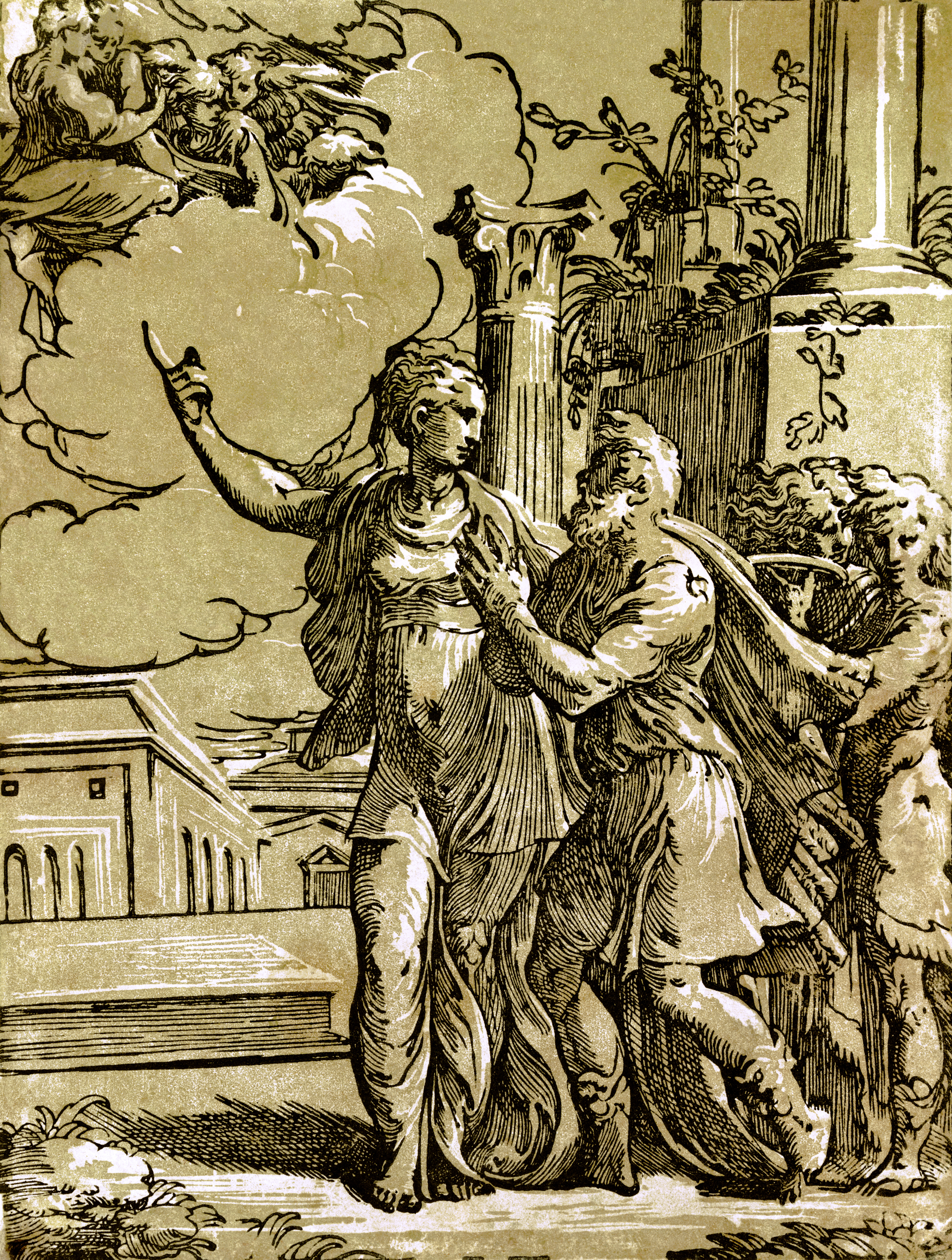
La Sibilla Tiburtina e l'Imperatore Augusto

Nato probabilmente a Trento, come suggerito dal nome, fu noto più come xilografista ed acquafortista che come pittore. Della sua vita si sa poco. La sua presenza è attestata a Bologna nel 1530, dove fu allievo del Parmigianino.
L'attività che lo rese celebre fu tuttavia quella che svolse a Fontainebleau, in Francia, dove lavorò sotto la guida del Primaticcio, realizzando composizioni di vario tipo derivate da soggetti dello stesso Primaticcio, di Giulio Romano, del Rosso Fiorentino, oltre che dal Parmigianino, suo primo maestro. Tra questi lavori, si ricorda soprattutto l'Ercole che lavora la terra. Altre sue opere di rilievo sono La Sibilla Tiburtina e l'Imperatore Augusto e il San Giovanni Battista nel deserto.

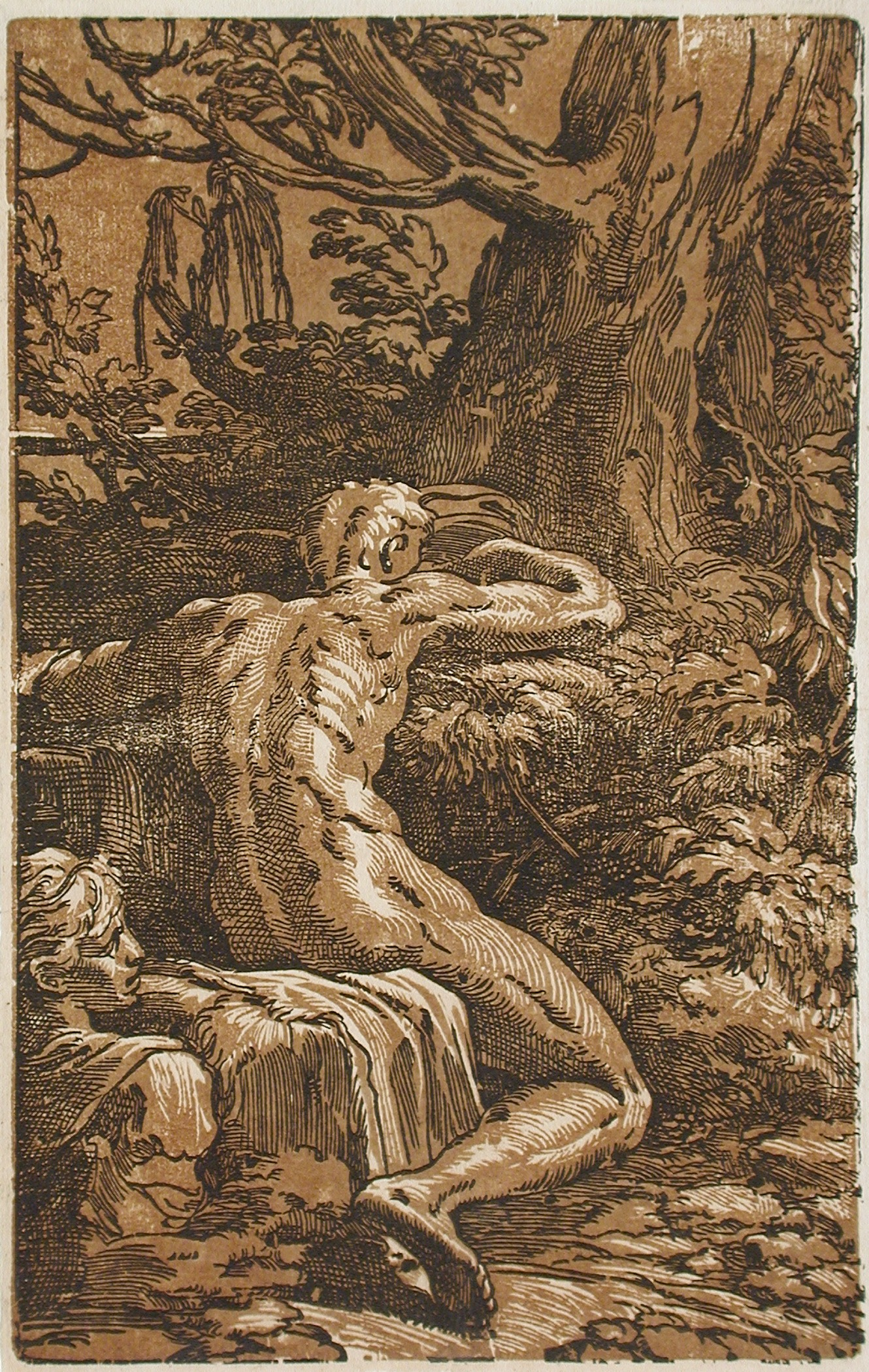
Nudo maschile

Probabilmente Antonio Fantuzzi è da identificare con quell'Antoine Fantose, ricordato da alcuni documenti francesi d'epoca come operoso a Fontainebleau in quegli stessi anni.